# Manuel de Araújo Porto-Alegre
Manuel José de Araújo Porto-Alegre, primeiro e único barão de Santo Ângelo (Rio Pardo, 29 de novembro de 1806 – Lisboa, 30 de dezembro de 1879), foi um escritor, político, jornalista, pintor, caricaturista, arquiteto, crítico e historiador de arte, professor e diplomata brasileiro.
Um dos mais expressivos e versáteis intelectuais brasileiros dos meados do século XIX, viu-se colocado entre a memória da colônia e a emergência do império independente, e dividido entre o débito cultural para com a Europa e a necessidade de cultivar a brasilidade. No plano estético, tendo recebido uma formação neoclássica, abriu-se para outras influências e se tornou um dos primeiros românticos brasileiros. Compartilhou dos pensamentos e anseios de um influente grupo de intelectuais e políticos agregados em torno do imperador e do Instituto Histórico e Geográfico Brasileiro, que estavam redesenhando o projeto da nação e concebendo meios de fazê-la progredir. Neste projeto, a reinterpretação da história nacional e o cultivo das artes e ofícios teriam um papel de relevo. 
Porto-Alegre transitou nos mais altos escalões e foi uma figura ativa nessa evolução política, cultural e institucional como teórico, articulista, organizador, administrador, pesquisador e professor. Discípulo favorito de Debret (um dos principais membros da Missão Artística Francesa), foi uma das figuras centrais na conceituação e estabilização do sistema de ensino artístico acadêmico, sendo professor e diretor da Academia Imperial de Belas Artes. Em sua produção destaca-se sua volumosa obra escrita, contemplando vários campos, incluindo literatura, filosofia, história, teologia, linguística, arqueologia e belas artes. Também deixou um pequeno legado em pintura e projetou alguns edifícios.

## Biografia
Era filho do comerciante Francisco José de Araújo e de Francisca Antônia Viana. Seu nome de batismo era Manuel José de Araújo, modificado para Pitangueira por espírito nativista, quando da Independência e, mais tarde, chegando à forma definitiva: Manuel de Araújo Porto-Alegre. Perdeu o pai com cinco anos, e sua mãe casou com o comerciante Antônio José Teixeira de Macedo, que providenciou a primeira educação do menino. Aprendeu latim, francês, filosofia, geometria e álgebra. Começou a trabalhar como ourives, onde logo se destacou pelo seu refinado gosto artístico.
Porto-Alegre estudou pintura inicialmente com o francês François Thér e com os cenógrafos Manuel José Gentil e João de Deus. Mudou para o Rio de Janeiro em janeiro de 1827, para matricular-se na Real Academia Militar. Estando, porém, a escola fechada, em férias, e como tinha noções de pintura e desenho, matricula-se na Academia Imperial de Belas Artes, na qual foi aluno de Jean Baptiste Debret. Estudou filosofia com o padre Francisco José Policarpo, anatomia e a fisiologia com o Dr. Cláudio Luís da Costa, e dissecou no Hospital de Santa Clara para o estudo do corpo humano. Em 1830 recebeu prêmios em pintura, arquitetura e escultura no primeiro Salão oficial da Academia. Um retrato que havia feito do imperador causou tão boa impressão que Porto-Alegre foi requisitado para retratar todos o membros da família imperial, mas a encomenda foi abortada pela abdicação de D. Pedro em abril de 1831.

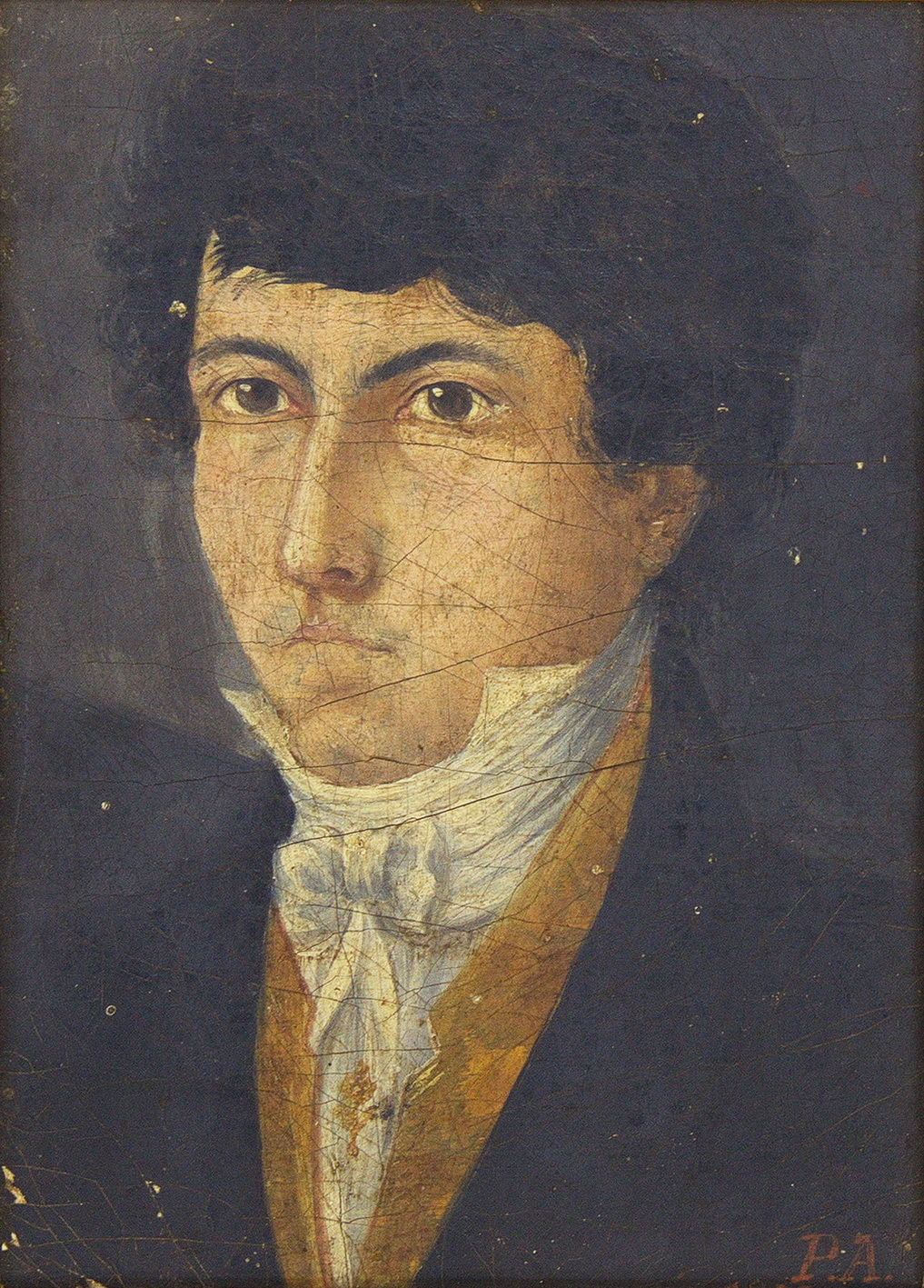
Autorretrato, c. 1823.

Em 25 de julho de 1831, graças a uma subscrição de Evaristo da Veiga, do senador Soledade e outros amigos, Porto-Alegre viajou para Paris, em companhia de seu mestre Debret, que deixava definitivamente o Brasil. Na Europa, estudou na Escola de Belas Artes de Paris. Foi aluno de Antoine-Jean Gros em pintura histórica e de François Debret em arquitetura. Em 1833 obteve a 3ª Medalha no Salão da Escola, mas passou privações quando seu principal financiador quebrou, tendo que deixar a aula de Gros e as lições de modelo vivo. Foi socorrido pelo Conselheiro Rocha com uma pensão de cento e quarenta francos mensais. Amigo de François Debret, irmão de seu mestre, manteve contatos com seu círculo, onde estavam figuras como Rossini, Auber, Cherubini e Almeida Garrett.
Chegando a Paris seu amigo Luís de Vasconcelos, recebeu dele uma oferta de vinte mil francos para acabar os seus estudos na Itália, mas só aceitou quatro mil, pois o Conselheiro Rocha lhe providenciou casa e comida em Roma. Partiu em 4 de outubro de 1834, junto com seu amigo, o poeta Gonçalves de Magalhães. Na Itália visitou muitas cidades e estudou com o antiquário Antonio Nibby. Viajou para a Inglaterra, Países Baixos e Bélgica com Gonçalves de Magalhães. Voltou para o Rio de Janeiro em maio de 1837 depois de saber da Revolução Farroupilha no Rio Grande do Sul. Mandou buscar sua mãe e se estabeleceu. No ano seguinte, em 14 de outubro de 1838, casou-se com Ana Paulina Delamare. Passou a desenvolver atividades variadas como professor de desenho, poeta, crítico e historiador de arte, área na qual é considerado como fundador da disciplina no Brasil. Foi professor de pintura histórica na Academia Imperial de 1837 a 1848.

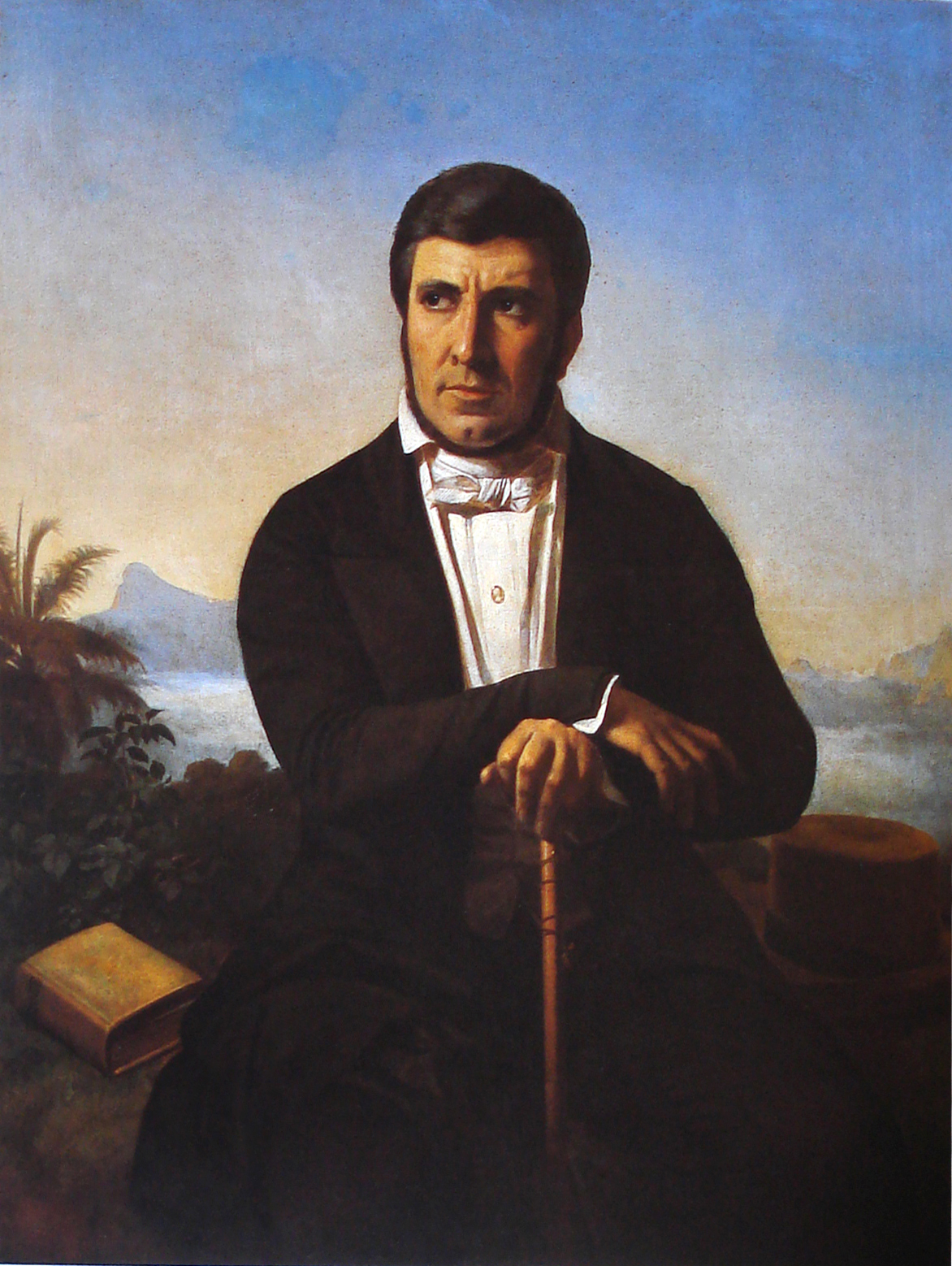
Porto-Alegre em pintura de Ferdinand Krumholtz, 1848.

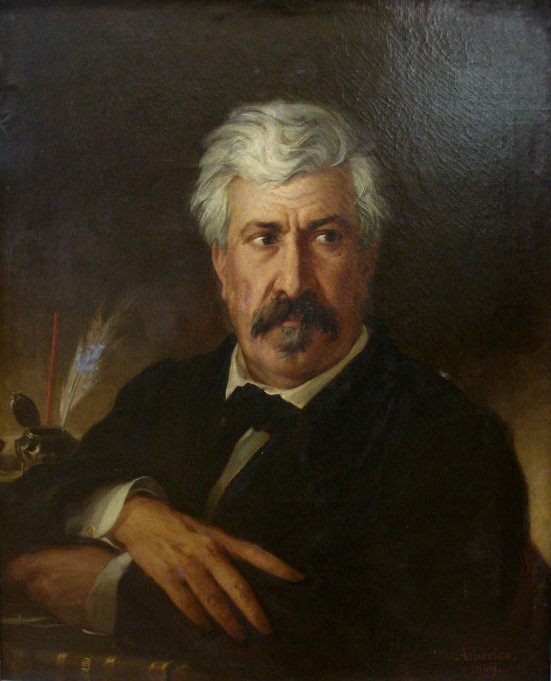
Porto-Alegre em pintura de Pedro Américo, 1869.

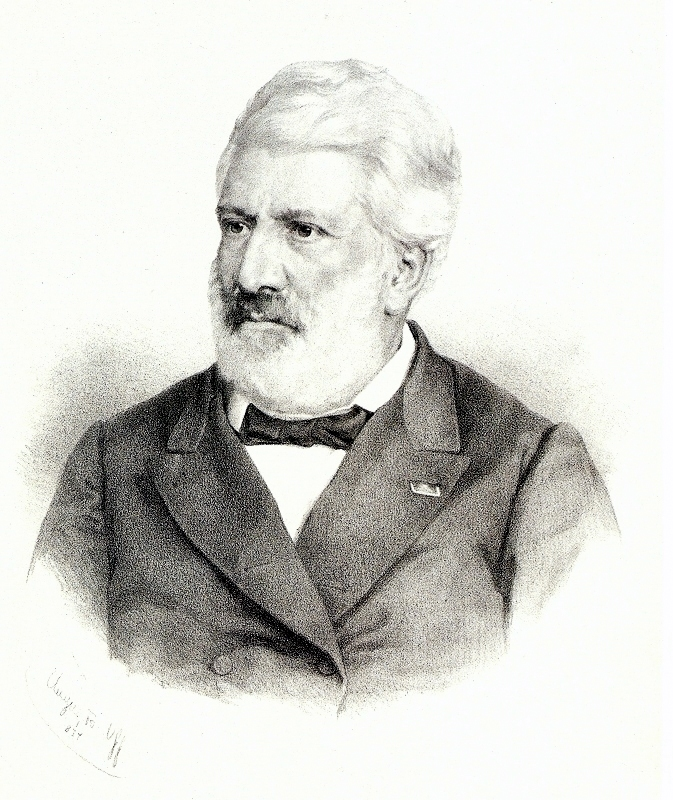
Retrato em litografia de 1877.

Em 1840 foi nomeado pintor da Câmara Imperial e foi responsável pelos trabalhos de decoração para a coroação do imperador D. Pedro II e seu casamento com D. Teresa Cristina. De 1848 a 1858 lecionou arquitetura na Academia Militar. Como arquiteto executou diversos projetos no Rio de Janeiro, dos quais destacam-se intervenções no Paço Imperial e na Alfândega, e projetos para o Banco do Brasil, a Escola de Medicina, um teatro no Rio, um mercado em Niterói, e a Capela de Nossa Senhora das Neves, além de levantar a planta da cidade do Rio.
Foi vereador no Rio de Janeiro, destacando-se em seu mandato a proposta de criação de escolas industriais para a educação de operários. Estava entre os fundadores do Conservatório Dramático e da Academia de Ópera Lírica, foi membro do Instituto Histórico e Geográfico Brasileiro, e diretor da Academia Imperial de Belas Artes em 1854. Como diretor da Academia promoveu a ampliação da área construída, anexando o Conservatório de Música e a Pinacoteca, além de estabelecer uma série de reformas no seu currículo e seus métodos de ensino. Sua atuação não foi pacífica, encontrando muitas resistências e sendo prejudicado pela carência de recursos.
Ressentido com os atritos em que se envolvera no campo das artes, em 1857 renunciou à direção da Academia e no ano seguinte à cadeira na Academia Militar, iniciando sua carreira diplomática, primeiramente na Prússia, em Berlim (1859), depois em Dresden (1860), onde preparou a edição de Brasilianas, e Lisboa, onde chegou em 1866, sendo nomeado cônsul geral em 1867. Sua atividade diplomática contribuiu para que o Brasil criasse na Europa a imagem de um país dirigido por homens cultos e interessados em seu desenvolvimento. Para Antonio Alexandre Bispo, Porto-Alegre "foi um dos grandes nomes no contexto da história do Império na Europa". Em 1867 participou da organização da seção brasileira na Exposição Universal de Paris, e em 1871 recebeu D. Pedro em Lisboa.
Em 1873 fez uma breve visita ao Brasil e secretariou a delegação brasileira na Exposição Universal de Viena. Em 1874, por seus serviços ao Império, foi agraciado por D. Pedro II com o título nobiliárquico de barão de Santo Ângelo. O seu brasão utiliza as mesmas armas do ramo nobre português da família Araújo, da qual Porto-Alegre descendia. Todos os descendentes do barão de Santo Ângelo não utilizam mais o sobrenome Araújo, vindo a adotar Porto-Alegre como sobrenome.
Em 1877, estando em viagem de Roma para Florença, teve um ataque de "congestão cerebral". Recolhido a Lisboa, pouco depois teve o segundo, ficando paralítico do lado direito e perdendo a fala, que nunca recuperou. Faleceu em 30 de dezembro de 1879.
Em 1865, exercendo função diplomática em Dresden, escreveu uma carta a seu amigo Joaquim Manuel de Macedo, que era professor dos filhos da princesa Isabel de Bragança, na qual ele se declara espírita e fala de suas psicografias recebidas do Plano Espiritual, revelando que a princesa Isabel, católica, lhe perguntou "quem é meu espírito protetor?". A carta se encontra arquivada no Arquivo Nacional, no Rio de Janeiro, e contém 12 páginas manuscritas, correspondência esta que foi publicada na íntegra, com análise circunstanciada, no livro Barão de Santo Ângelo, O Espírita da Corte, de autoria do jornalista Paulo Roberto Viola. Segundo Viola, Porto-Alegre manteve em segredo sua crença para não ser prejudicado em sua carreira, pois a ocupação de cargos públicos exigia juramento de fidelidade ao Catolicismo, então religião oficial do país.
Com Ana Paulina Delamare teve os filhos:
- Paulo (1842-?), engenheiro de minas e diplomata.
- Carlota (1846-1918), casada com o pintor Pedro Américo.
- Paulina (1852-1925), casada com Paul Faulhaber, ajudante de ordens do rei da Saxônia.
- Inácio Francisco (1854-1900), professor do Instituto Nacional de Música
- Ana.
- Manuel, diplomata.
- Maria Francisca, morta na infância.
- Maria Luiza, morta na infância.

## Arte, história e a construção da nação

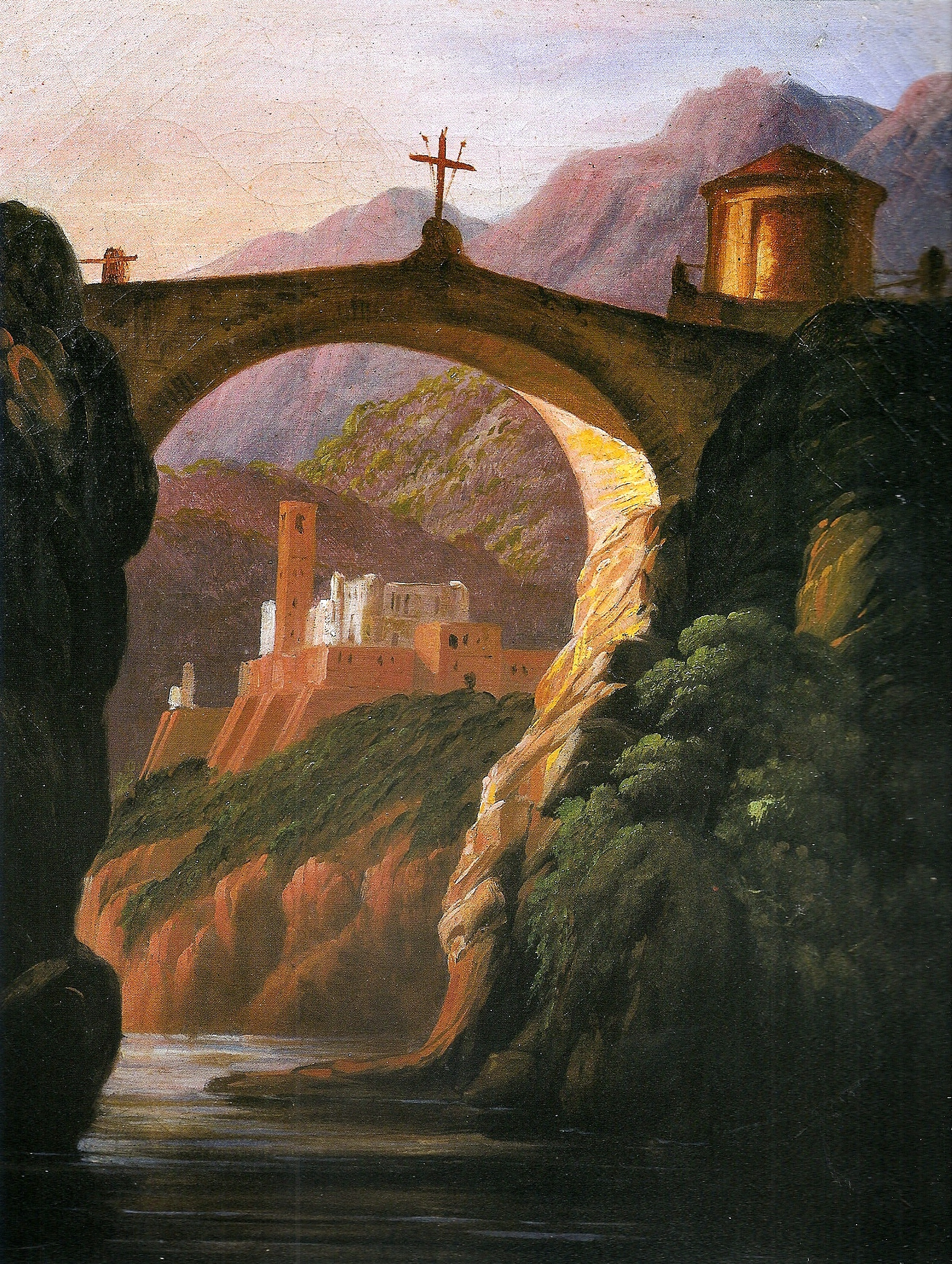
Paisagem italiana, c. 1835.

Aluno dos neoclássicos Debret e Grandjean de Montigny, no entanto estudou também no atelier de Antoine-Jean Gros e frequentou o Instituto Histórico de Paris, deixando-se influenciar por esses círculos, que reuniam grande parte da geração romântica parisiense, interessando-se por filosofias idealistas, historicistas e ecléticas. Era um apreciador do gótico e desde seu retorno ao país se envolveu no processo de fundação do Instituto Histórico e Geográfico Brasileiro. Incentivado por Debret, passou a pesquisar os arquivos das igrejas fluminenses em busca de documentos que pudessem embasar seu projeto de escrever uma história da arte brasileira do período colonial. A palestra sobre a arte colonial que publicou em 1832 no Journal de l'Institute Historique, sob o título de "Etat des Beaux Arts au Brésil", inaugurou a reflexão teórica sobre arte no país. Na mesma revista publicou em 1839 o "Resumo da história da literatura, das ciências e das artes no Brasil", escrito em conjunto com Gonçalves de Magalhães e Torres Homem, já publicado na Viagem Pitoresca e Histórica ao Brasil de Debret. Este e o artigo "Memória sobre a Antiga Escola de Pintura Fluminense", que publicou em 1841 na Revista do Instituto Histórico e Geográfico Brasileiro, são os primeiros ensaios sobre a história das belas artes brasileiras.
Foi o aluno favorito de Debret, que parece ter querido transformar o aluno no intérprete do moderno Estado brasileiro, imbuindo-o de uma missão civilizadora e humanista. Autor de vários artigos publicados na imprensa e outros textos, como historiador e teórico de arte firmava-se no princípio de que as artes tinham um poderoso efeito civilizador e contribuíam para a educação e a evolução da sociedade; dava valor aos grandes exemplos do passado como modelo e inspiração, mas acreditava no progresso, o qual só seria alcançado com boa formação, boa informação e trabalho disciplinado. Procurou extrair da tradição europeia e da tradição brasileira as lições que poderiam ser úteis para a tarefa que ele e outros intelectuais da época se impunham de construir, através da arte e da palavra, o perfil simbólico e a imagem de uma nação nova, e ao mesmo tempo reconstruir sua identidade e a leitura da sua história. Combativo, polemista, sua tendência progressista às vezes chocou-se contra o conservadorismo do sistema de arte nacional.

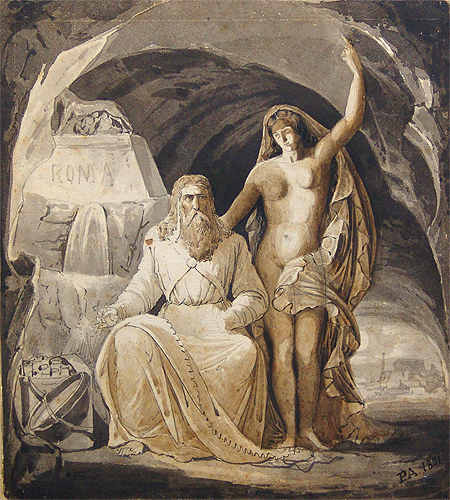
Estudo para painel decorativo, 1851. Ao fundo, monumento com a Loba Romana, imagem de um dos mitos fundadores da civilização ocidental.

Segundo Carlos Zilio, para Porto-Alegre, civilizar significava "incorporar as tendências dominantes da arte europeia, adaptando-as às particularidades brasileiras, não havendo nenhum tipo de incompatibilidade entre a formulação de um projeto de arte brasileira e a utilização de uma imagem que seria importada da Europa, porque essa imagem é a da civilização". Em 1853 enviou para o imperador Dom Pedro II uma proposta de reformulação do ensino na Academia e o ensaio Sobre os meios práticos de desenvolver o gosto e a necessidade das Belas-Artes no Rio de Janeiro, criticando a falta de apoio às artes e à arquitetura pelos governantes anteriores.
Era um defensor do sistema acadêmico, que em termos de metodologia de ensino era vanguarda, contrastando contra a tradição de ensino informal que ainda era a regra no Brasil. Para ele o gênio não bastava, era preciso também a cultura superior, a disciplina e o treinamento técnico dados pela escola formal. Para ele "as artes, e mui particularmente a arquitetura, têm a sua linguagem, a sua prática, e alguma coisa de mais sublime do que as concepções de um oficial prático". Além de servir às necessidades das artes, o acadêmico seria um auxiliar valioso na engenharia, no urbanismo e na indústria nacional. Como disse Paula Ferrari, a produção da Academia "salvaria os homens do esquecimento e também elevaria o futuro, numa prova material da civilização brasileira".
Teve a oportunidade de por em prática suas ideias através de sua atuação como professor e administrador, desempenhando um papel importante na organização e profissionalização do sistema de arte, e a ele se deve um grande impulso na efetiva implementação do sistema de ensino acadêmico no país proposto pela Missão Francesa em 1816. Foi professor de Desenho na Escola Militar, e de 1837 a 1848 foi titular da cadeira de Pintura Histórica na Academia Imperial, o gênero mais prestigiado, culto e completo. Diretor da Academia de 1854 a 1857, implementou a chamada Reforma Pedreira, buscando adequar a escola aos novos tempos, moralizar a instituição e harmonizá-la com o projeto político do Império. Ampliou o currículo, criou novas cadeiras, introduziu o ensino da aquarela, redefiniu o papel das artes manuais, dividiu o ensino em técnico e artístico para atender a diferentes necessidades do mercado, ampliou o prazo de permanência dos bolsistas no exterior de três para seis anos, ampliou o edifício da Academia e organizou a biblioteca, instituiu os cargos de restaurador de quadros e de conservador da pinacoteca.

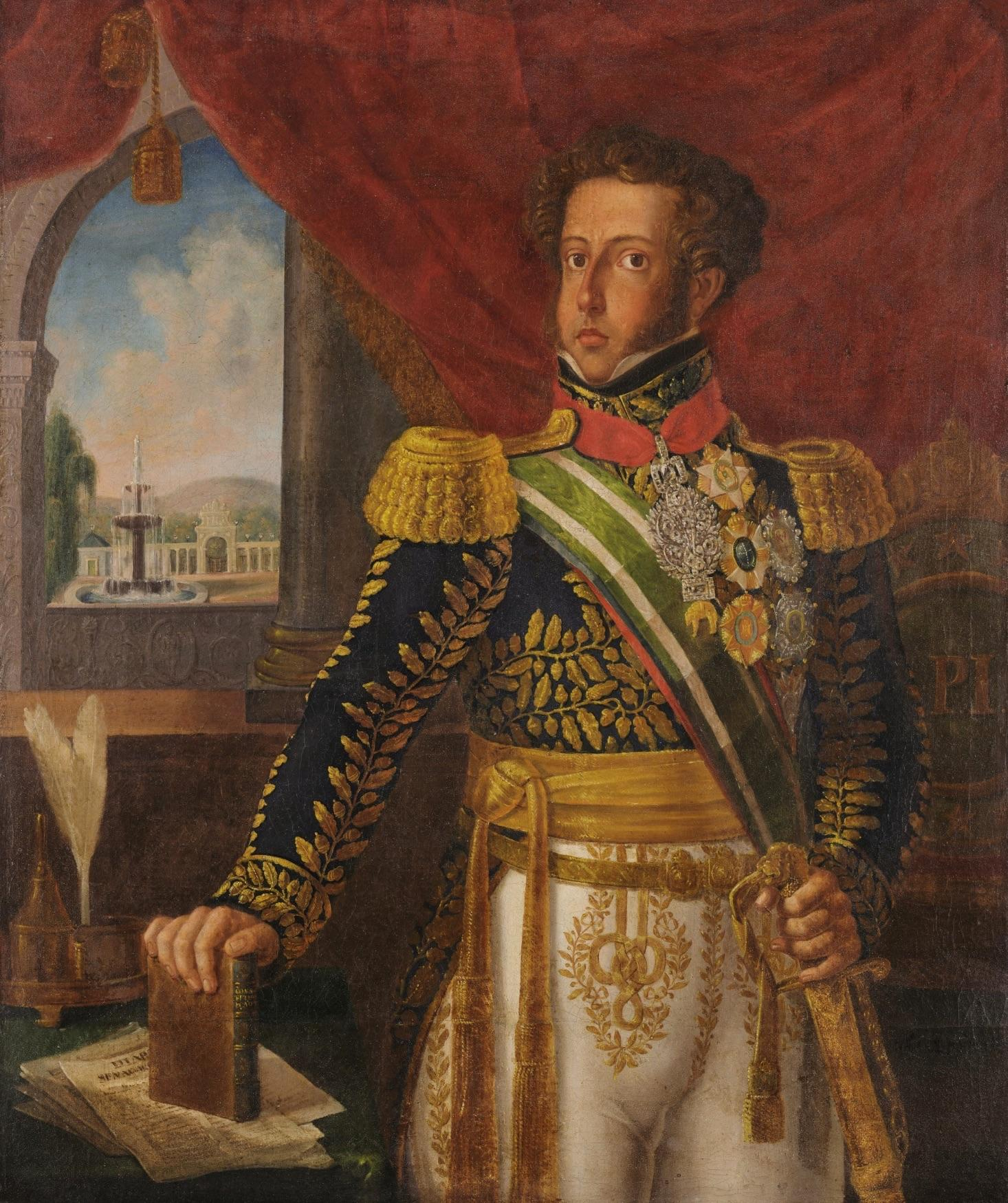
Retrato de Dom Pedro I

A reforma estava vinculada a um amplo programa de reforma do ensino nacional, a chamada Reforma Couto Ferraz, que tinha como principal meta exercer um controle mais centralizado sobre as escolas e homogeneizar os métodos pedagógicos, inspirando-se em modelos europeus. No âmbito da Academia, a Reforma Pedreira fortaleceu o ensino da Pintura Histórica, gênero carregado de exigências morais e cívicas e responsável pela formação de um acervo visual da memória e da identidade nacionais, mantendo um constante diálogo com a ideologia do governo e do IHGB. Porto-Alegre exerceu uma grande influência sobre a primeira parte da carreira de Victor Meirelles e Pedro Américo, os principais pintores históricos da geração seguinte, criadores de ícones visuais úteis ao programa político do Segundo Reinado e ainda vivos na consciência coletiva do Brasil, como as telas Primeira Missa no Brasil, de Meirelles, e Independência ou Morte, de Américo. Já em termos estéticos, pregava que na Academia deveria ser preferido o cânone neoclássico francês de linha mais conservadora e racionalista, que, para ele, se adequava melhor às necessidades de representação da Monarquia, da Pátria e do virtuosismo civilizatório que deveriam caracterizar as artes nacionais naquele momento histórico. Suas ideias e atividade ajudaram a valorizar o status e definir o espaço de atuação social do artista.
Em discurso proferido na sessão plenária da Academia de 27 de setembro de 1855, apresentou 30 tópicos a serem debatidos pelos acadêmicos. Segundo Arthur Valle, 
"As sintéticas teses propostas por Porto-alegre, se por vezes beiram o fantasioso, demonstram, não obstante, a sua admirável sensibilidade para questões técnico/estéticas de grande envergadura e que, já delineadas no Brasil de meados do oitocentos, viriam a se tornar ainda mais prementes com o correr das décadas seguintes. Entre essas questões, podemos destacar: a real eficiência do ensino artístico centrado nas Academias, o estatuto e a orientação das diversas artes aplicadas, o desenvolvimento de repertórios ornamentais baseados em elementos da natureza americana, o aproveitamento de tipologias arquitetônicas autóctones, a formação de uma escola de arte brasileira e os problemas colocados pelo desenvolvimento de técnicas como a fotografia".
Sua obra pessoal em pintura é pequena e não exerceu grande impacto na história da arte brasileira, mas foi pintor oficial da família imperial e merecem nota os cenários e outros trabalhos decorativos que produziu para celebrações do Império, alegorias, paisagens e algumas obras históricas, como Juramento da Regência Trina (1831) e Coroação de Dom Pedro II (1844).

## Literatura

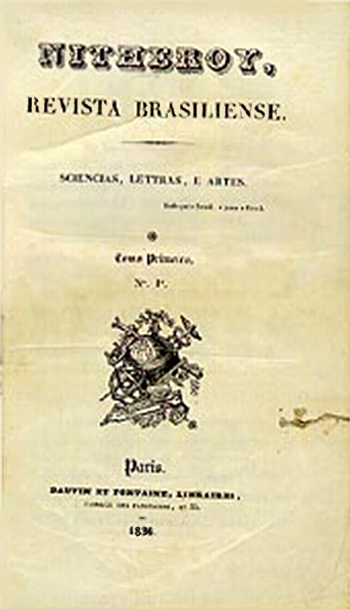
Capa do primeiro número da revista Nitheroy.

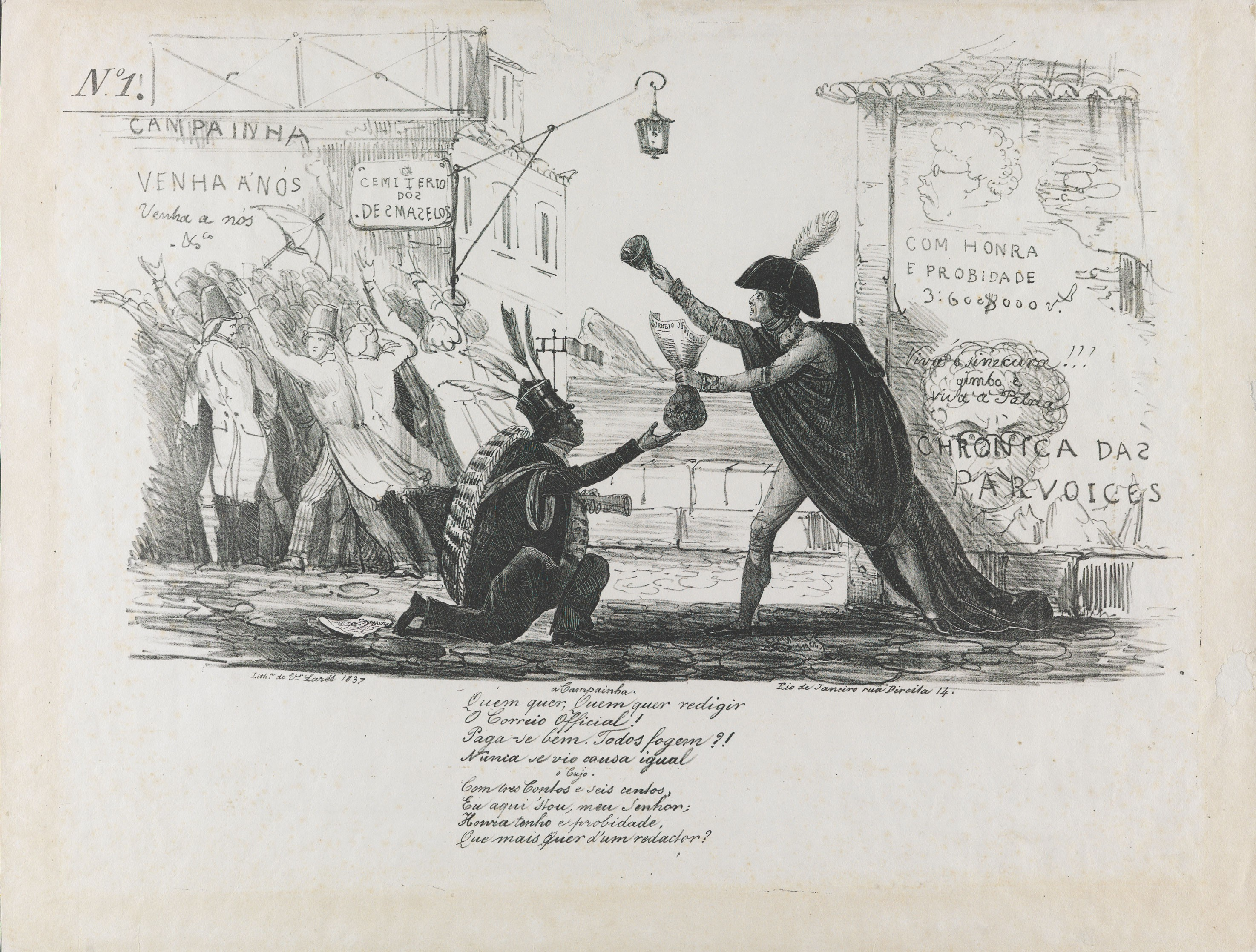
A primeira caricatura do Brasil.

Ajudou Gonçalves de Magalhães e Francisco de Sales Torres Homem na criação da Nitheroy, revista brasiliense, em 1836; com eles fundou a revista Minerva Brasiliense, e com Joaquim Manuel de Macedo e Gonçalves Dias fundou a revista Guanabara, em 1849, que abrigaram a primeira geração do Romantismo no Brasil. Os títulos dessas revistas evidenciam a associação entre Romantismo e nacionalismo, representando o período de tomada de consciência do que havia de peculiar nos brasileiros e de cultivo do patriotismo. Porto-Alegre escreveu em um dos editoriais: "Seremos uma nação na América, porque teremos uma fé robusta e com ela a indeclinável esperança que traz toda a convicção profunda, todo o amor de pátria e todas as virtudes da razão social".
Colaborou com os jornais Reforma e o Jornal dos Debates. Ligada à sua atividade na imprensa está sua produção como caricaturista. Porto-Alegre foi o primeiro artista a publicar uma caricatura no Brasil, em 1837. Entre 1837 e 1839, de volta de sua viagem à Europa, Manuel de Araújo Porto-Alegre produziu uma série de litografias satíricas que eram vendidas em unidades separadas nas ruas do Rio de Janeiro. A primeira, intitulada A campainha e o cujo, circulou em 14 de dezembro de 1837, vendida por 160 réis, mas não fora assinada (sua autoria só seria reconhecida posteriormente) e apresentava Justiniano José da Rocha, diretor do jornal Correio Oficial, ligado ao governo, recebendo um saco de dinheiro.
Também em 1837, Porto Alegre escreveu a letra do lundu “Lá no Largo da Sé”, com música de Cândido Inácio da Silva (1800-1838). Musicalmente, segundo Mário de Andrade, que o analisou em artigo de 1944 para a Revista de Música Brasileira, “Lá no largo da Sé”, pelo emprego de deslocamentos sistemáticos dos acentos musicais é um dos primeiros lundus a adquirir “foros de nacionalidade”. Por outro lado, a letra de Porto Alegre comenta sobre as exposições frequentes de animais exóticos (a cobra surucucu) e novidades “modernas” (o sorvete) no largo da Sé Velha [atual Sete de Setembro], aproveitando para satirizar o governo regencial [“cobra feroz que tudo ataca”] e o comercio afrancesado da Rua do Ouvidor, em apoio à monarquia constitucional e o início do reinado de D. Pedro II.
Porto-Alegre lançou ainda, em 1844, a revista Lanterna Mágica, primeira publicação de humor político da imprensa brasileira, que circulou por onze edições, incorporando a charge e a caricatura, que deixaram assim de ser vendidas separadamente. A publicação, que tinha o subtítulo Periódico plástico-filosófico, apresentava dois personagens que criticavam as situações do momento, Laverno e Belchior, à semelhança dos tipos Robert Macaire e Bertrand, criados pelo caricaturista francês Honoré Daumier e que tinha em Rafael Mendes de Carvalho seu principal desenhista.
Suas obras mais conhecidas na literatura são a coleção poética Brasilianas (1863) e o épico em verso Colombo (1866), que embora muito citadas e estudadas pelos especialistas, são pouco lidas, tendo perdido a maior parte do apelo para o grande público moderno, guardando um interesse principalmente histórico como marcos fundadores do Romantismo nacional. Seu estilo em geral é considerado prolixo, preciosista, cansativo, carente de emoção e irremediavelmente datado, mas sua escrita tem uma intenção elevada, é erudita e rica em imagens sugestivas e efeitos sonoros originais. Apesar das muitas falhas que lhe apontam como poeta e principalmente como esteta, sua obra literária foi uma contribuição importante para o seu tempo pela ideologia que continha e buscava divulgar. Para José Veríssimo, os discursos que proferiu com orador oficial do IHGB são talvez o melhor que produziu na literatura em prosa.

### Brasilianas

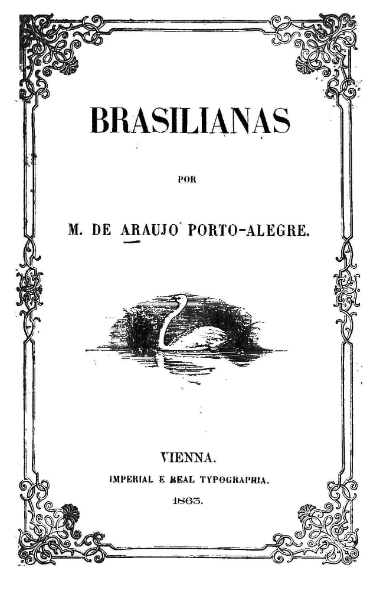
Frontispício de Brasilianas, 1863.

Brasilianas é uma coleção de poemas publicados antes na revista Minerva Brasiliense: Brasiliana, 1843; O caçador, 1843; Brasiliana, 1844; O voador, 1844; A destruição das florestas - Brasiliana em três cantos, 1845 e O Corcovado, 1847. O tema nativista/nacionalista é predominante, especialmente o canto da terra, do povo e da natureza brasileiras, sendo também uma das primeiras publicações românticas do Brasil. Para Bruno Colla, num momento histórico em que "era preciso romper com os modelos coloniais portugueses e buscar, ou mesmo criar novas formas de representação", foi com o Romantismo que os temas nacionalistas propostos pelo momento ganharam forma literária, contribuindo para legitimar o fato político recente do Império independente, onde seus cidadãos não mais podiam, como costumeiramente fizeram, considerar-se europeus ou portugueses. Dedicou a coleção a D. Pedro II, a quem reconhecia como dirigente sábio e visionário, que conduziria o país à prosperidade e à grandeza.
No prefácio, o autor declara ter desejado sistematizar as propostas de Suspiros Poéticos e Saudades, de seu amigo Gonçalves de Magalhães. Suas qualidades especificamente literárias geralmente são consideradas irregulares pela crítica mais recente, embora ela reconheça nessa coleção momentos inspirados, mas permanece notável principalmente como um importante documento histórico, um dos primeiros sinais da estética romântica no país. Foi incluída pela Unicamp na sua Linha do Tempo dos principais marcos literários do Brasil. Para José Veríssimo, escrevendo em 1915,

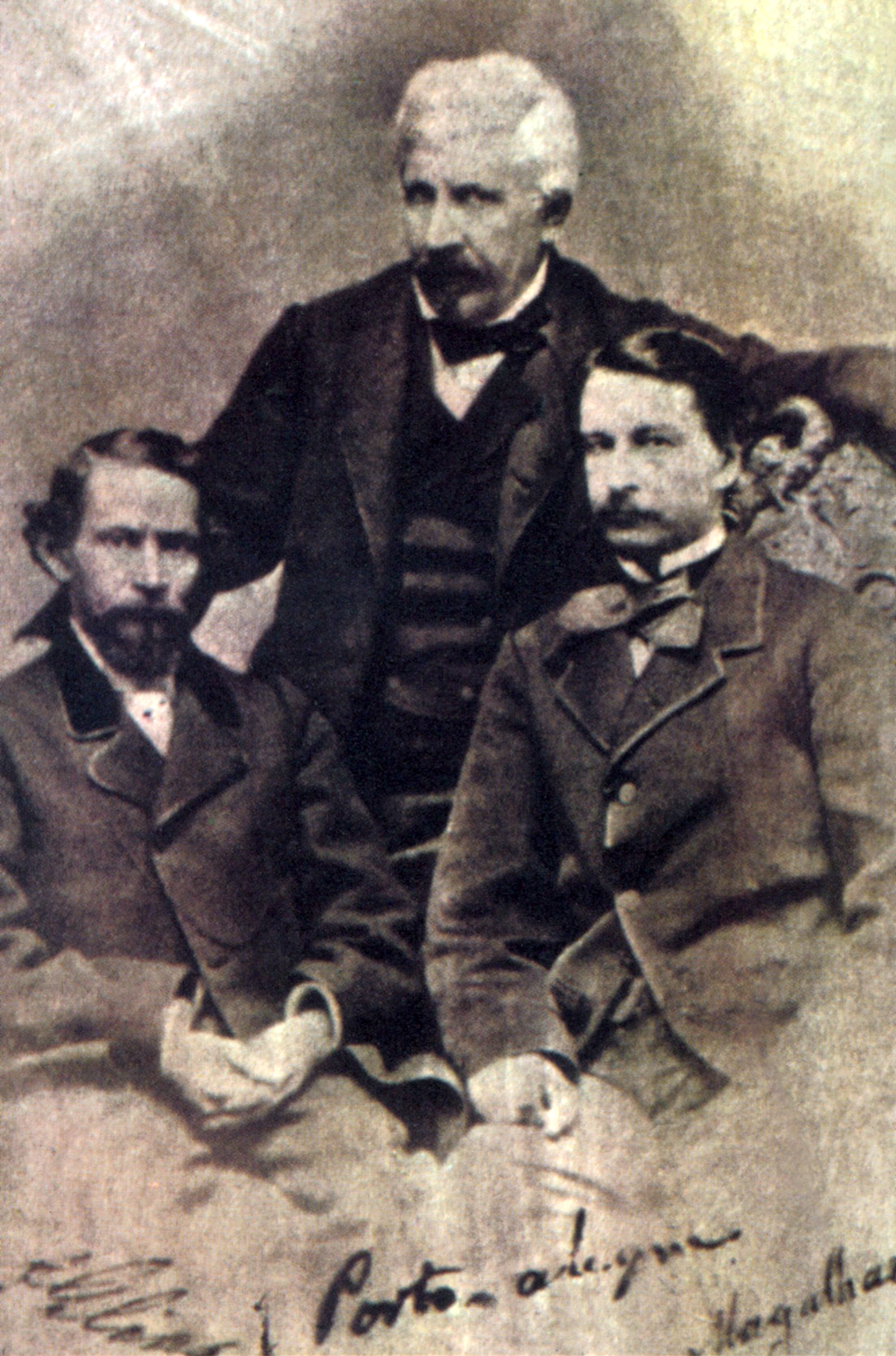
Da esquerda para direita: Gonçalves Dias, Porto-Alegre e Gonçalves de Magalhães, 1858.

"O testemunho precioso de Porto-Alegre [de querer seguir os passos de Gonçalves de Magalhães] ratifica plenamente o consenso geral dos contemporâneos do papel principal de Magalhães no advento do nosso Romantismo. Porto Alegre é, entretanto, um engenho mais vasto, mais profundo, mais completo que o seu amigo e êmulo. E mais pessoal também, e mais intenso. Não obstante não é, como não era Magalhães, um romântico de vocação ou de índole. Pelo menos nenhum deles o foi como serão os da geração seguinte à sua. Ao Romantismo dos dois preclaros amigos faltam algumas feições, e acaso das mais características, desse importante fato literário, como o extremo subjetivismo e o individualismo insólito. Quase lhes ficou estranho, principalmente a Porto-Alegre, o amor, que em Magalhães é apenas o amor comedido, burguês, doméstico, ao invés justamente do que cantavam e faziam os corifeus do Romantismo europeu. Esta falta lhes amesquinhou o estro e a expressão, em ambos sempre mais retórica, mais eloquente, mesmo que sentida. As Brasilianas são uma obra de escola e de propósito, em que a intenção, louvabilíssima embora e às vezes realizada com talento, é mais visível que a inspiração".
Na visão mais recente de Antonio Candido, "Porto-Alegre ainda se prendia aos neoclássicos da última fase, pelo tom retórico, o verso modelado fortemente em ritmo prosaico, a sintaxe e o vocabulário", mas se aproxima do Romantismo nacionalista pela sua "intimidade pitoresca com os costumes e a paisagem do interior do Brasil", já que uma aguda sensibilidade para os lugares era um traço característico dos românticos. Amigo e confidente de Almeida Garrett, é visível a influência do português na produção poética do brasileiro.

### Colombo

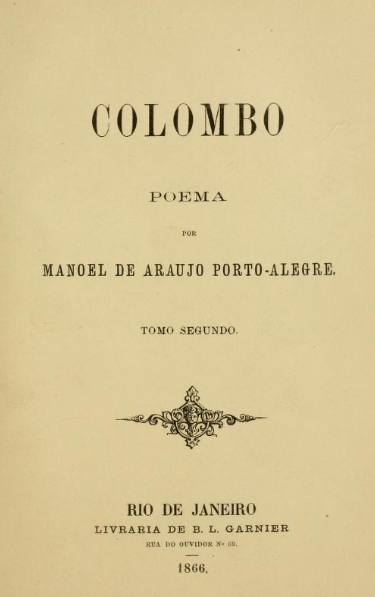
Frontispício do volume II de Colombo, 1866.

Colombo é um épico nacionalista e pan-americanista, tem um prólogo e quarenta cantos e trata do descobrimento da América, tendo como protagonista o navegador Cristóvão Colombo. Seu primeiro biógrafo, Antônio Xavier Rodrigues Cordeiro, foi entusiástico na louvação de Porto-Alegre como um gênio multifacetado e autor de um legado digno de lembrança em vários domínios, mas não se furtou de observar deficiências no Colombo, e justamente porque a própria dispersão do autor entre diferentes assuntos e projetos roubava-lhe o tempo e a ponderação necessários para o amadurecimento da sua veia poética. Era uma peça longa demais; com cerca de 22.400 versos, tinha mais que o dobro que Os Lusíadas; era também "um pouco pesada; desenvolve quadros que podem considerar-se alheios ao assunto ou que o assunto dispensava; é muitas vezes um pouco metafísica e difusa no dizer", e no final o épico não correspondia completamente à grandeza do assunto de que tratava. Mesmo assim, via Colombo como sua obra-prima, colocava-o entre as grandes produções poéticas do século em língua portuguesa, hábil no domínio da palavra, capaz de extrair dela muitas belezas, e "que grandeza de plano, que talento, que erudição e que harmonia de versos!"
Vários críticos literários posteriores estudaram a composição, e em geral não a receberam muito bem, mas mesmo assim diversos deles reconheceram qualidades. José Veríssimo, por exemplo, o considerava superior a Magalhães como poeta, mas "sobretudo lhe é superior pela abundância e vigor das ideias, movimento e colorido do estilo, e brilho da forma. Neste, como é muito nosso, frequentemente excede-se e cai no empolado e no retórico". Sobre o Colombo, disse que embora o estilo e a longuíssima extensão da obra já repugnassem à sensibilidade moderna, e embora o gênero que escolhera fosse um anacronismo obsoleto, merecia ser lido, pois "há nele uma realmente assombrosa imaginação e fecundidade de invenção, insignes dons de expressão verbal, como raro se achará outro exemplo na poesia da nossa língua, magnificências de descrições verdadeiramente primorosas, revelando no poeta o artista plástico, um nobre intuito quase sempre felizmente realizado de pensamento, correção quase impecável de versificação, vernaculidade estreme, engenhosas audácias de criação e de expressão, e outras qualidades que o fazem uma das mais excelentes tentativas para reviver na nossa língua, se não nas literaturas contemporâneas, essa espécie de poemas". Sílvio Romero disse que "nenhum outro poema da língua portuguesa é tão longo, tão maçante em alguns pontos, e tão eriçado de um maravilhoso tão deslocado e extravagante", mas "nenhum outro, porém, possui de longe em longe versos tão sonoros, tão vigorosos, tão valentes e tantas passagens tão nutridas, tão elevadas, tão fortes, tão eloquentes". Já Ronald de Carvalho condenou sua prolixidade e sua "eloquência vazia", mas elogiou suas capacidades descritivas.
Segundo Antônio Alexandre Bispo, esses críticos falharam ao não contextualizar a obra contra o panorama cultural da época, e não compreenderam as relações que fez entre as artes e a natureza como uma das bases estéticas e filosóficas do texto, sendo necessário interpretá-lo "a partir da história da estética nas suas relações com a história cultural, [...] e isso exige que os estudos culturais se redirecionem da filologia e da história literária a uma ciência da cultura com preocupações e abordagens metodológicas próprias".

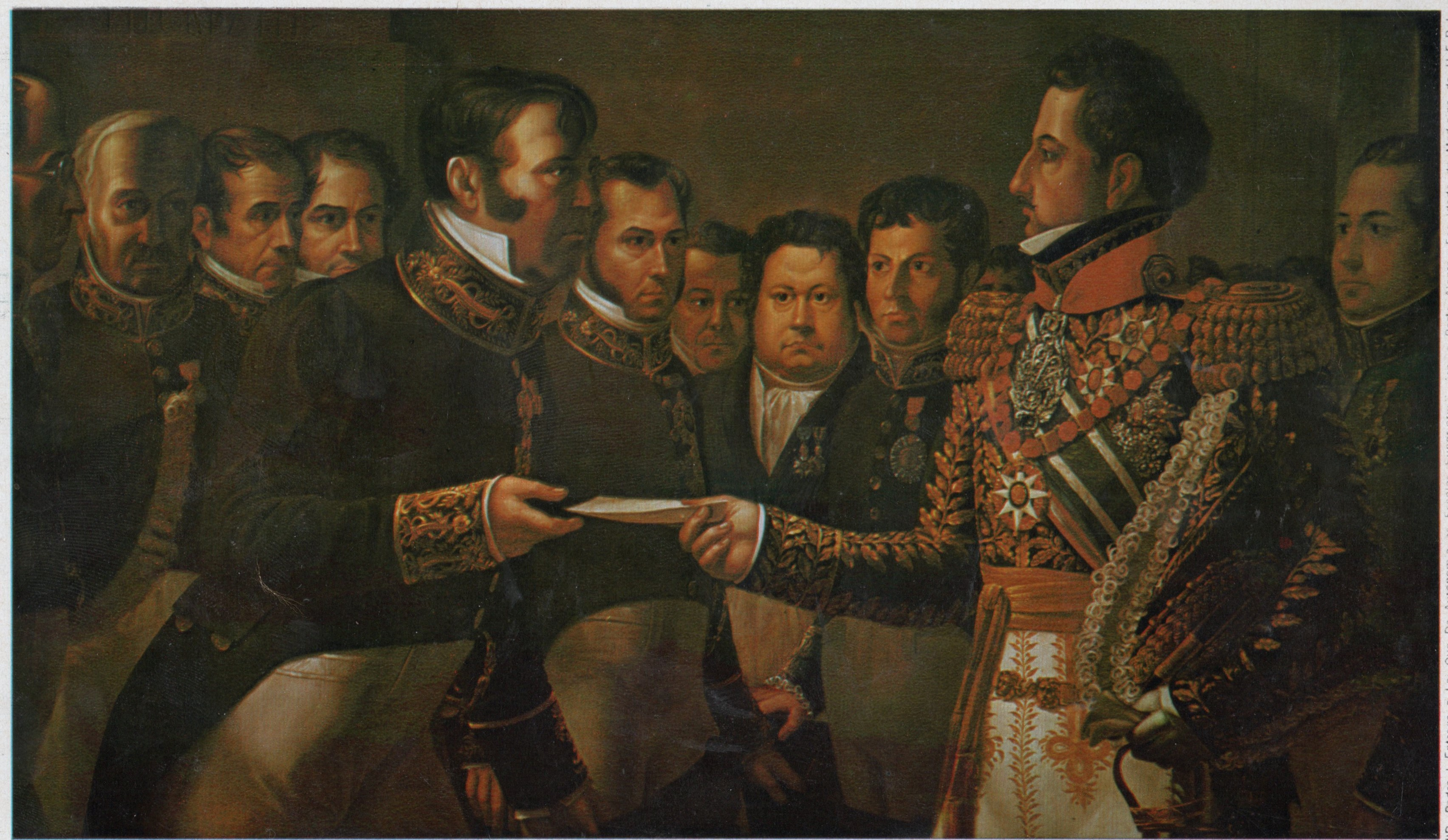
Pedro I entrega decreto das universidades, óleo sobre tela, exemplo da produção propagandística de Porto-Alegre.

Para Flora Süssekind, embora em seu surgimento o épico nos moldes clássicos já fosse um gênero anacrônico, numa época em que caíam no agrado popular o romance, o folhetim, a comédia e o melodrama, Colombo foi uma criação "obrigatória" para Porto-Alegre, uma obra que tentou estabelecer um mito fundador e apontar um herói civilizador para o território, alinhada com as preocupações centrais da intelectualidade do Império diante da necessidade de singularização e afirmação da nacionalidade, e que marcaram toda a geração romântica brasileira. Na opinião de Célio Ribeiro, "pelo teor de sua obra artística, pode-se afirmar que Araújo Porto-Alegre foi o mais nacionalista, e otimista, de todos os poetas diplomatas de sua geração".

### Outras obras
Além dessas obras, deixou uma vasta produção escrita em vários gêneros, podendo ser citadas, entre muitas outras:
- Comédias: O espião de Bonaparte (1938); Angélica e Firmino (1845), estreada no Teatro São Pedro em 1861; Estátua Amazônica - comédia arqueológica (1851); Os Judas (1858); Os lobisomens (1863)
- Dramas e tragédias: Prólogo dramático (1837), com música de Cândido Inácio da Silva; O prestígio da Lei (1859), drama lírico com música de Francisco Manuel da Silva; A restauração de Pernambuco (1856), drama lírico com música de G. Gianinni, estreada parcialmente no Teatro Lírico Fluminense; A noite de São João, drama lírico estreado em 1857; A escrava (1863), drama; Calabar (1863), drama; Os toltecas (s/d), tragédia
- Historiografia: Ensaio sobre a literatura no Brasil (1831); Resumo da história da Literatura, das Ciências e das Artes no Brasil (1834-1939, com Torres Homem e Gonçalves de Magalhães); A Igreja da Santa Cruz dos Militares (1845); Imperial Instituto dos Meninos Cegos (1854); A música sagrada no Brasil (1858); Memória sobre a antiga Escola de Pintura Fluminense (1859)
- Poesia: A voz da natureza (1837); O caçador (1843); A destruição das florestas (1845); O Corcovado (1847)
- Panegíricos: Oração fúnebre a José Silvestre Rabelo (1840); Discurso no enterro do conselheiro José Joaquim da Rocha (1843); Canto genetlíaco sobre o faustíssimo dia 23 de fevereiro de 1845 (1845, dedicado ao imperador); Discurso proferido à beira do túmulo do senador Francisco de Paula e Souza (1856)
- Trabalhos científicos: Relatório sobre a inscrição na Gávea (1839); Estudos sobre o Brasil Meridional (1865); Informação sobre a posição comercial dos produtos do Brasil em Portugal (1875)
- Biografias: O Marquês de Maricá (1849); Apontamentos sobre a vida e obra do Padre José Maurício Nunes Garcia (1856); Autobiografia (publicação póstuma, 1920)
- Ensaios sobre arte: Estado das Belas Artes no Brasil (1832); Ideias sobre música (1836); Apontamentos sobre os meios práticos de desenvolver o gosto e a necessidade das Belas Artes no Rio de Janeiro (1840); Cenografia (1850); O nosso teatro dramático (1851); Os nossos artistas (1851); Algumas ideias sobre Belas Artes (1858)

## Legado

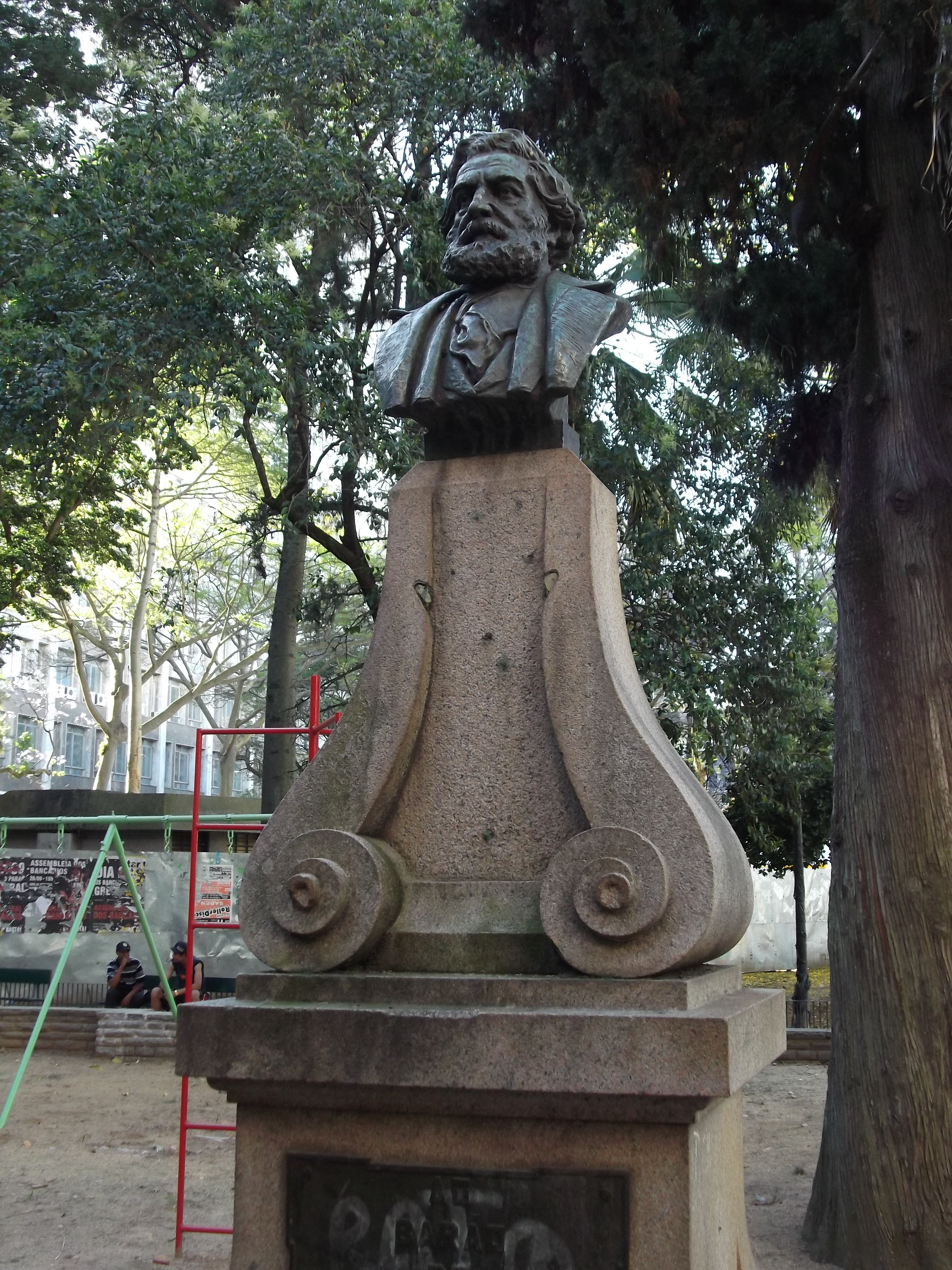
Monumento em Porto Alegre.

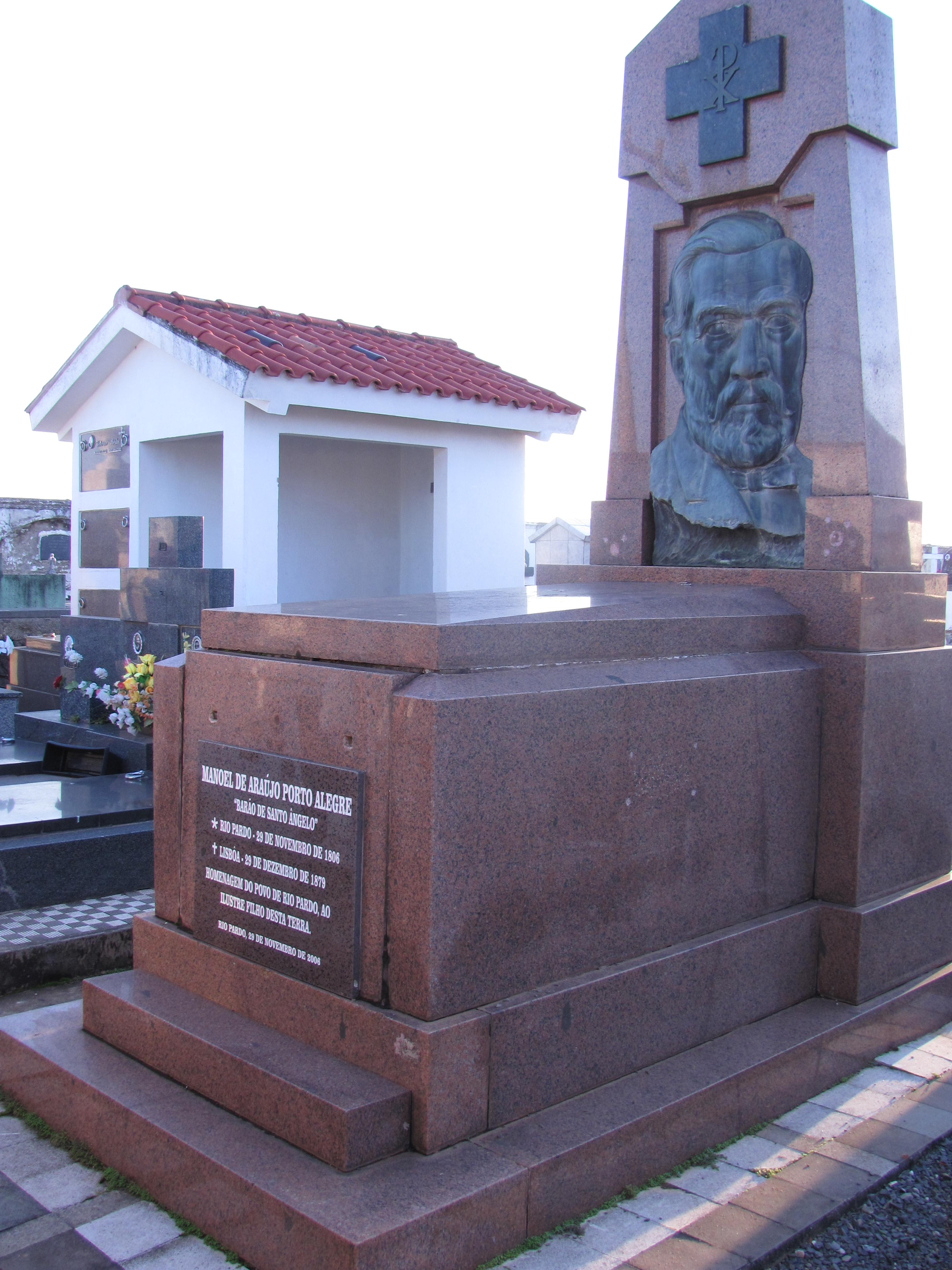
Túmulo do barão no cemitério de Rio Pardo.

Envolvido em polêmicas diversas vezes, em sua morte seus obituários reconheciam ao mesmo tempo sua grandeza e versatilidade, e sua natureza irrequieta e inquisitiva. Em 1884 Antônio Xavier Rodrigues Cordeiro publicou um ensaio biográfico no Novo Almanaque de Lembranças Luso-Brasileiro, que circulou amplamente em todo o mundo lusófono e foi um marco na sua canonização na história da pintura e da literatura do Brasil.
Personalidade influente em seu tempo, muito ativo nas duas mais importantes instituições culturais do Império, a Academia (professor e primeiro diretor brasileiro) e o IHGB (orador oficial por 14 anos, secretário e vice-presidente), um dos principais porta-vozes do programa de criação de uma imagem e uma identidade para o Império, intelectual multifacetado, deixou um legado que transita em múltiplas frentes, da teoria à prática da arte, da música à história, da literatura épica e apologética à sátira e à crítica, da política à economia e à educação. Para o crítico Paulo Gomes, "sua importância no desenvolvimento das artes plásticas e da literatura no Brasil Imperial é inquestionável. Intelectual de primeiríssima linha, um homem de mil instrumentos, [...] ele avulta como um empreendedor afoito e arrojado e um intelectual de visão ampla e generosa". Nas palavras de Valéria Lima, 
"Ao longo de sua carreira, os embates entre uma formação clássica e o pensamento romântico foram uma constante, fornecendo a seus escritos uma complexidade que tem sido frequentemente indagada pelos estudiosos. Homem de letras tão familiarizado com os meios intelectuais europeus, nomeadamente franceses, viu-se na urgência (e no dever) de encontrar saídas próprias à evolução artística em seu país. [...] Na política, apesar de levantar a bandeira em defesa do elemento nacional e da autonomia do Brasil frente às influências estrangeiras, mostrou-se muito confortável na veste de um liberal moderado que tendeu, segundo algumas interpretações, para uma postura nitidamente conservadora".
Na análise de Carlos Zilio, que o considerou "uma espécie de síntese do intelectual brasileiro do século XIX",
"Sua atitude como intelectual foi sempre diretamente ou indiretamente amparada pela monarquia e há nisso, sem dúvida, uma clarividência do Estado brasileiro, na medida em que Porto-Alegre realiza um projeto que oferece uma imagem ao poder identificada com a do país. Talvez Porto-Alegre acreditasse na autonomia e capacidade transformadora da estética sobre os regimes políticos, assim como os artistas neoclássicos, mas é mais provável que, a exemplo do neoclássico romanizado, tivesse fé nas possibilidades da monarquia como condutora de um projeto de arte. [...] O projeto civilizador de Porto-Alegre acaba delimitado pelas possibilidades estruturais brasileiras. Ele acredita no belo mas se compraz com o naturalismo; é romântico mas não permite a presença transgressora da emoção; admira o progresso mas não dimensiona o conservadorismo escravocrata do Segundo Reinado. Sua única possibilidade estava no meio-termo".
Sua memória permanece especialmente viva na cidade do Rio de Janeiro. Disse Nireu Cavalcanti que Porto-Alegre "foi responsável por um conjunto de obras fundamentais para a compreensão da arquitetura e da constituição do espaço urbano na cidade do Rio de Janeiro", e é "parte viva da história da cidade". Escreveu sobre arquitetura e urbanismo, projetou o Cassino Fluminense, atual sede do Automóvel Club do Brasil; fez a reforma do Palácio da Quinta da Boa Vista, dando-lhe sua forma definitiva, e fez os projetos do Banco do Brasil, da Escola de Medicina e da Alfândega. Durante seu mandato como vereador apresentou projeto de urbanização da rua do Cano, atual rua Sete de Setembro, prevendo a abertura da rua até a atual Praça Quinze, bem como o seu alargamento, instalação de sistema de esgotamento das águas pluviais, e construção de novas fachadas sobre galeria de pedestres em ambos os lados, à imitação da rua Rivoli, em Paris, para proteção dos pedestres das intempéries, uma solução adotada por Alfredo Agache em seu plano do Rio de 1926, para os prédios recuados no novo alinhamento.

## Distinções e homenagens
Titulado barão de Santo Ângelo, era também grande dignitário da Ordem da Rosa, cavaleiro da Ordem de Cristo, comendador supranumerário da Ordem de Carlos III de Espanha, Cruz de Ferro de segunda classe, membro honorário do Instituto Histórico e Geográfico do Brasil, sócio do Instituto Histórico da França, da Academia da Arcádia, da Academia de Belas Artes de Paris, do Instituto Nacional de Washington, correspondente da Academia Real das Ciências de Lisboa, e membro de diversas outras sociedades artísticas, científicas e literárias.
Seus restos mortais foram repatriados em 2 de janeiro de 1930, sendo homenageado por cinco dias no Salão de Honra da Prefeitura de Porto Alegre, e depois sepultado definitivamente em Rio Pardo. Em 1943 o Instituto de Belas Artes batizou sua coleção artística como Pinacoteca Barão de Santo Ângelo. Em 1956, no sesquicentenário de seu nascimento, a Secretaria da Educação de Porto Alegre organizou eventos em sua homenagem. Em 1979 uma extensa programação celebrou os cem anos de sua morte.
É patrono da cadeira 32 da Academia Brasileira de Letras e da cadeira 5 do Instituto Histórico e Geográfico do Rio de Janeiro. É nome de rua na cidade do Rio de Janeiro. 

## Galeria

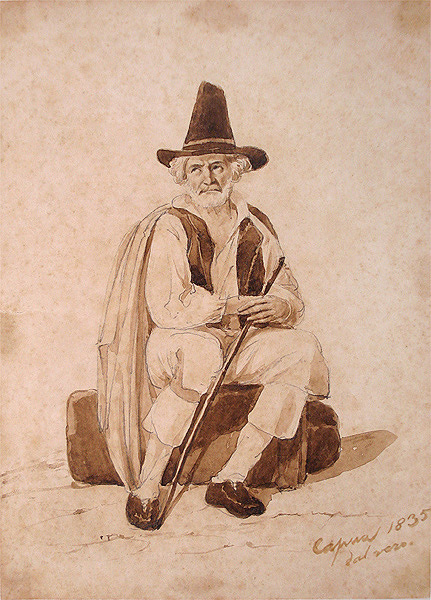
Camponês italiano, aguada, 1835
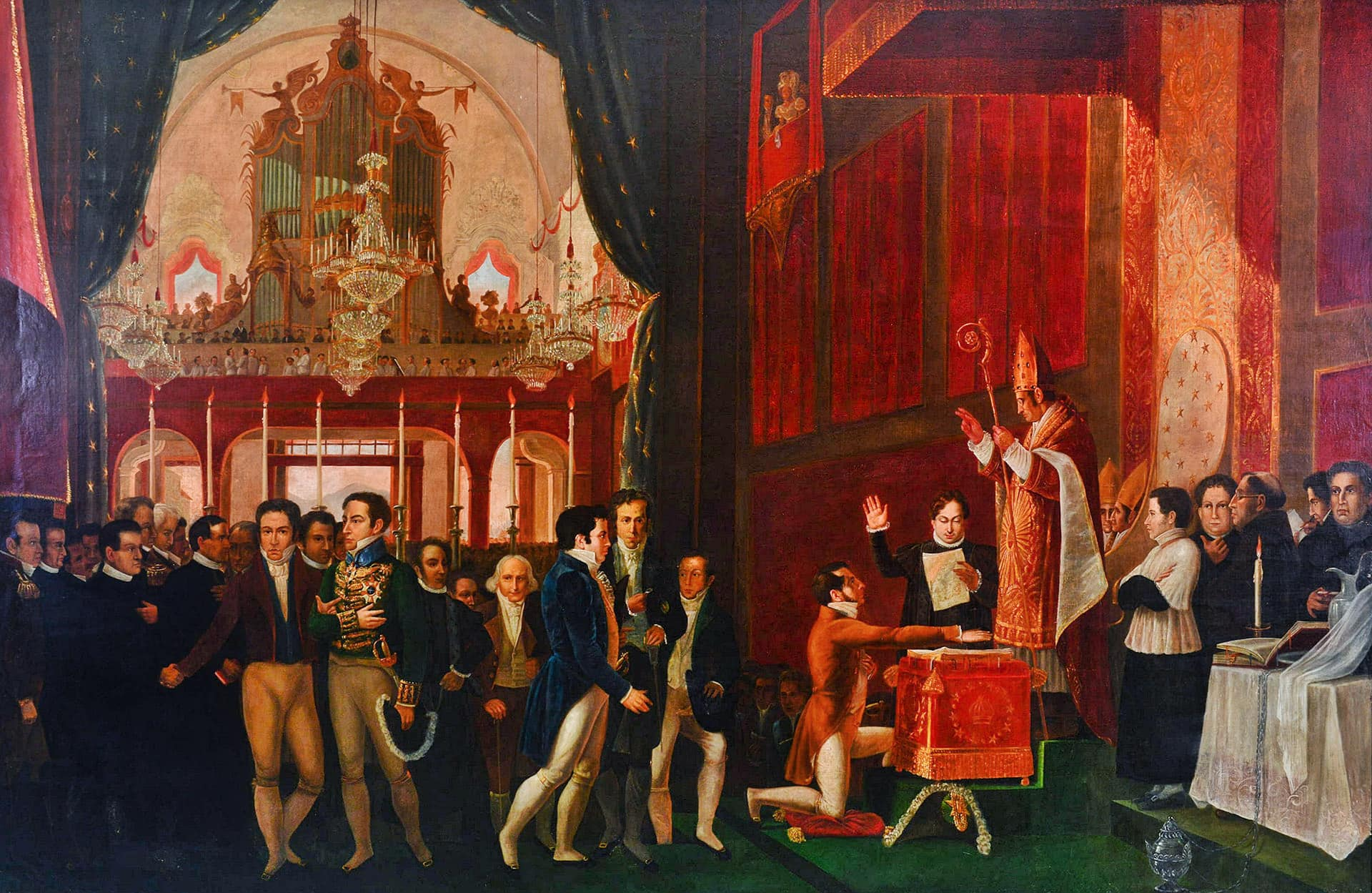
Juramento da Regência Trina, óleo, 1831
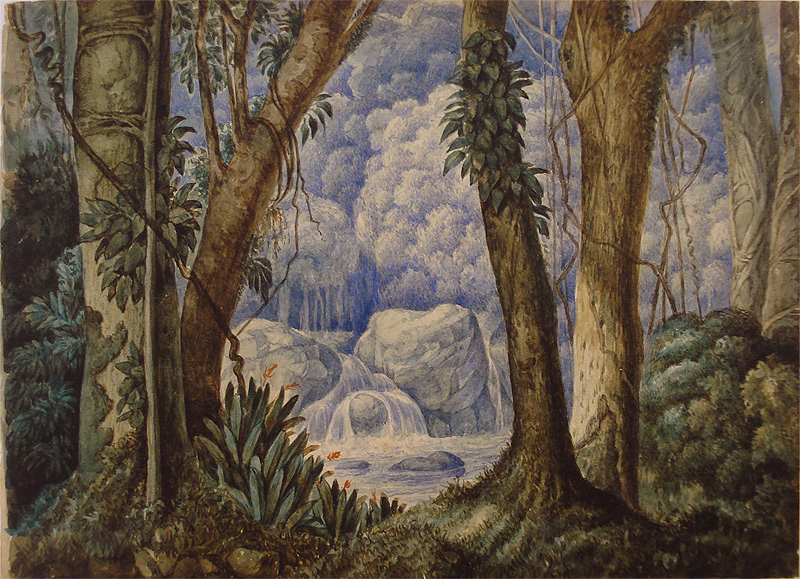
Selva brasileira, aquarela, acervo do Museu Júlio de Castilhos
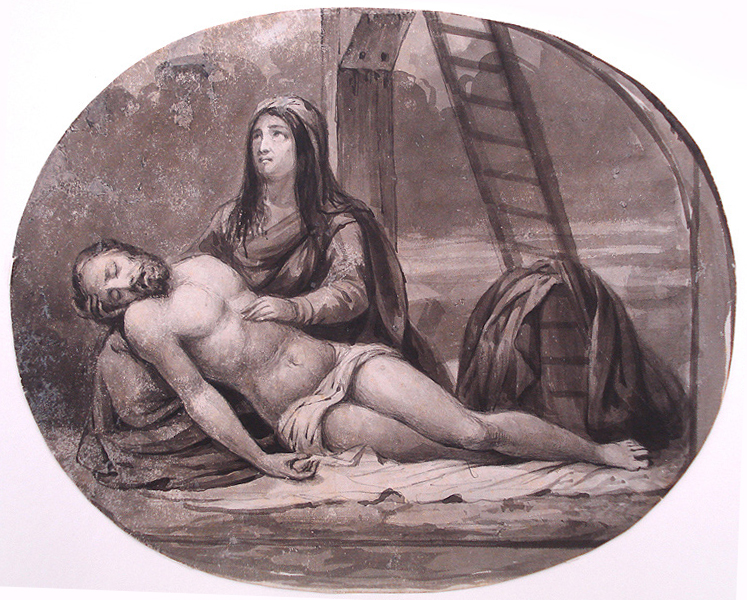
Pietà, aguada, acervo do Museu Júlio de Castilhos
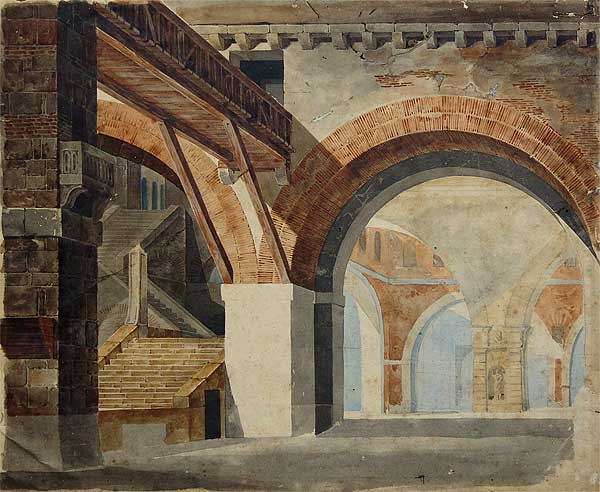
Projeto para um cenário teatral, 1862
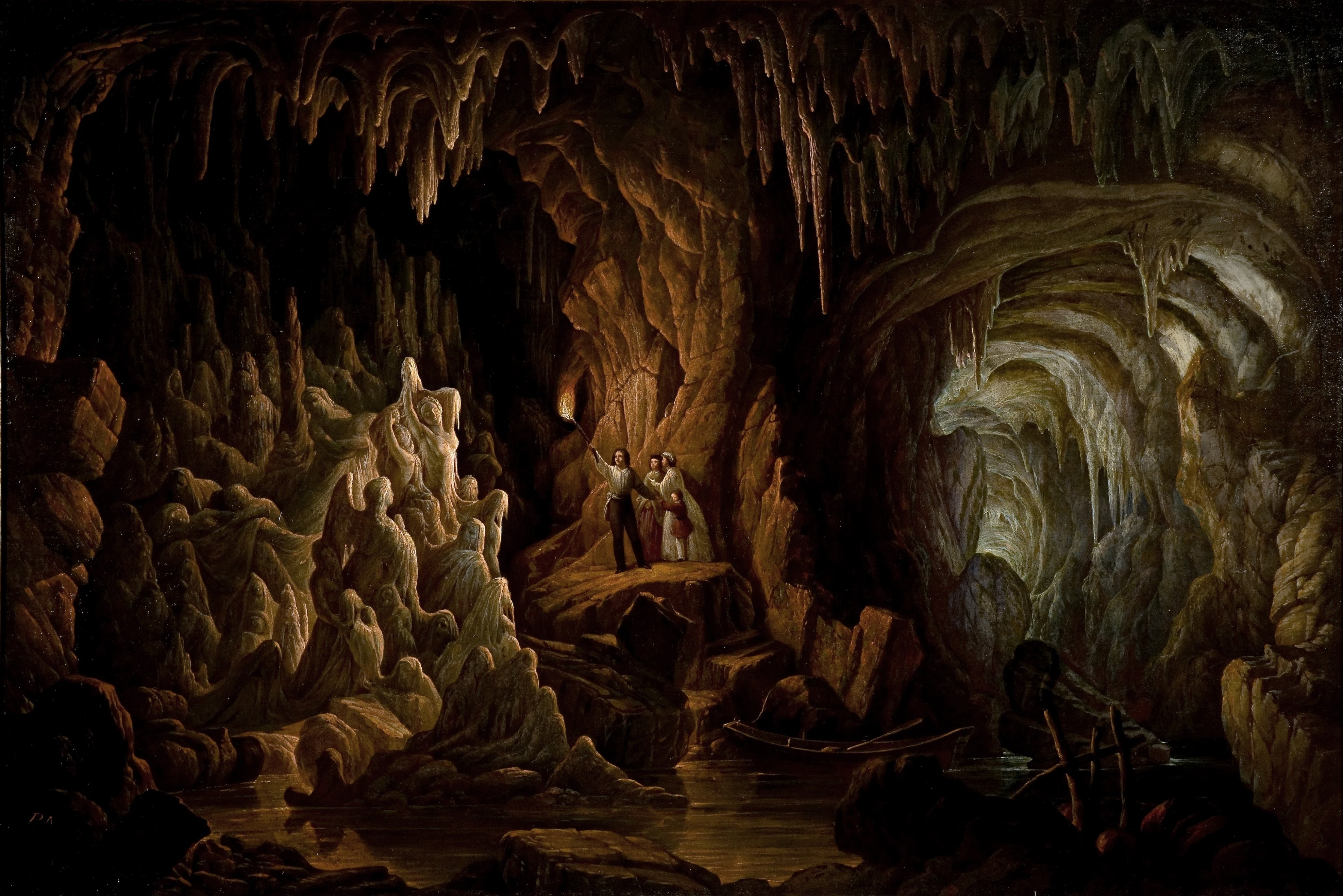
Uma Gruta, óleo, 1863